# Jersey Shore (New Jersey)
Pour les articles homonymes, voir Jersey Shore.
Le Jersey Shore est une région côtière américaine qui s'étend le long de la côte atlantique du New Jersey.

## Géographie
Le Jersey Shore s'étend sur environ 130 milles (209 km), de la péninsule de Sandy Hook au cape May,. Il comprend tout ou partie des comtés de Middlesex, Monmouth, Ocean, Atlantic et Cape May.

## Histoire

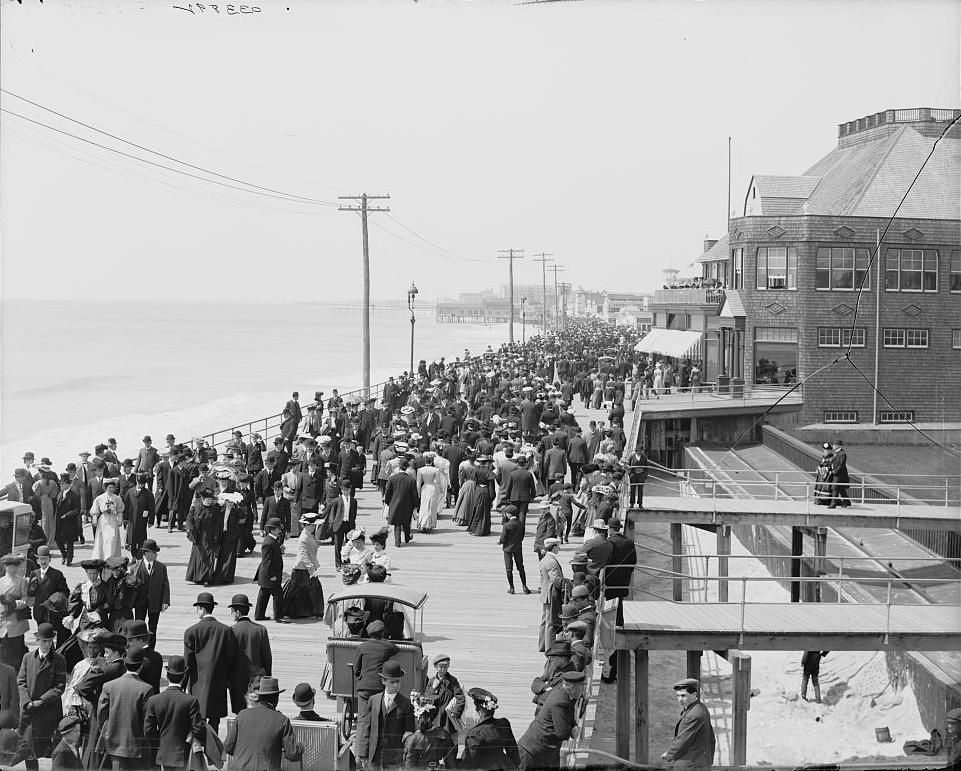
Le front de mer d'Atlantic City vers 1900.

Avant l'arrivée des Européens, la région est habitée par les Lenapes (ou Delawares). Giovanni da Verrazzano atteint Sandy Hook en 1524, devenant le premier Européen à atteindre les côtes du futur New Jersey.
Grâce à ses plages, le Jersey Shore devient l'une des destinations estivales les plus populaires des États-Unis à partir du milieu du XIXe siècle. Le phénomène s'explique notamment par l'arrivée du chemin de fer sur les côtes du New Jersey. Atlantic City devient une destination prisée tandis que Long Branch devient la résidence d'été des présidents américains, de Ulysses S. Grant (1869-1877) jusqu'à Woodrow Wilson (1913-1921).
Le Jersey Shore connaît une série d'attaques de requins en 1916, tuant quatre vacanciers en deux semaines. Elles inspireront plus tard Les Dents de la mer.
En 2012, la côte est durement touchée par l'ouragan Sandy. Dans le New Jersey, principalement dans les comtés côtiers d'Ocean et de Monmouth, l'ouragan cause la mort de 117 personnes. Les dégâts s'élèvent à 37 milliards de dollars et touchent près de 346 000 logements. Dans certaines villes, la reconstruction conduit à l'arrivée d'une nouvelle clientèle fortunée, travaillant notamment à Wall Street, qui construit de grandes maisons luxueuses à la place des petites maisons de la classe ouvrière. Certains estiment alors que le Jersey Shore devient les Hamptons du sud.

## Économie
L'économie du Jersey Shore est orientée vers le tourisme. La région attire plusieurs millions de visiteurs chaque année, provenant principalement du New Jersey, de New York et de Pennsylvanie. De manière schématique, Long Beach marque la frontière entre les touristes new-yorkais, au nord, et les touristes pennsylvaniens, au sud. En 2012, l'activité touristique rapporte 19 milliards de dollars à la région.

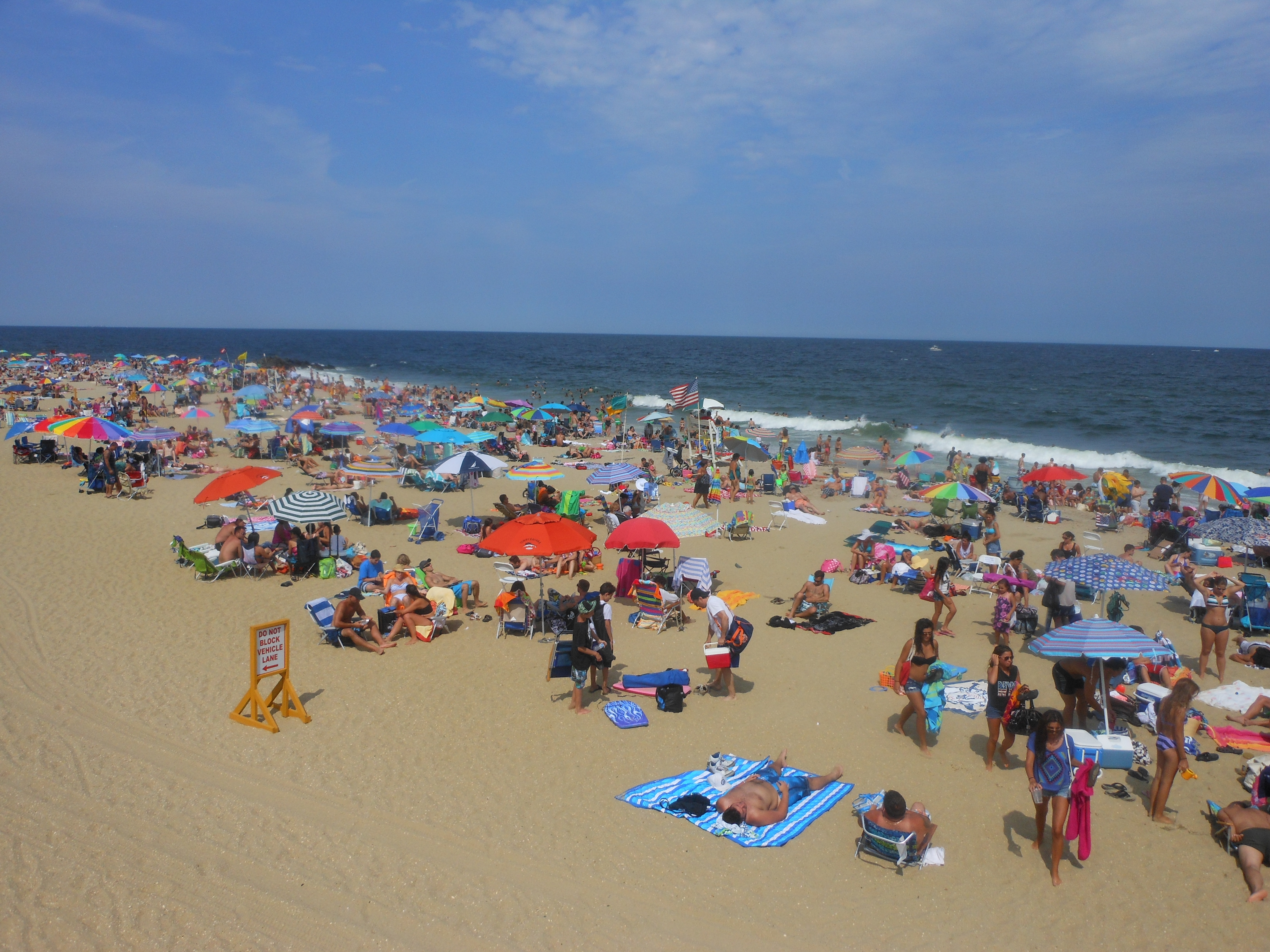
Une plage de Long Branch.
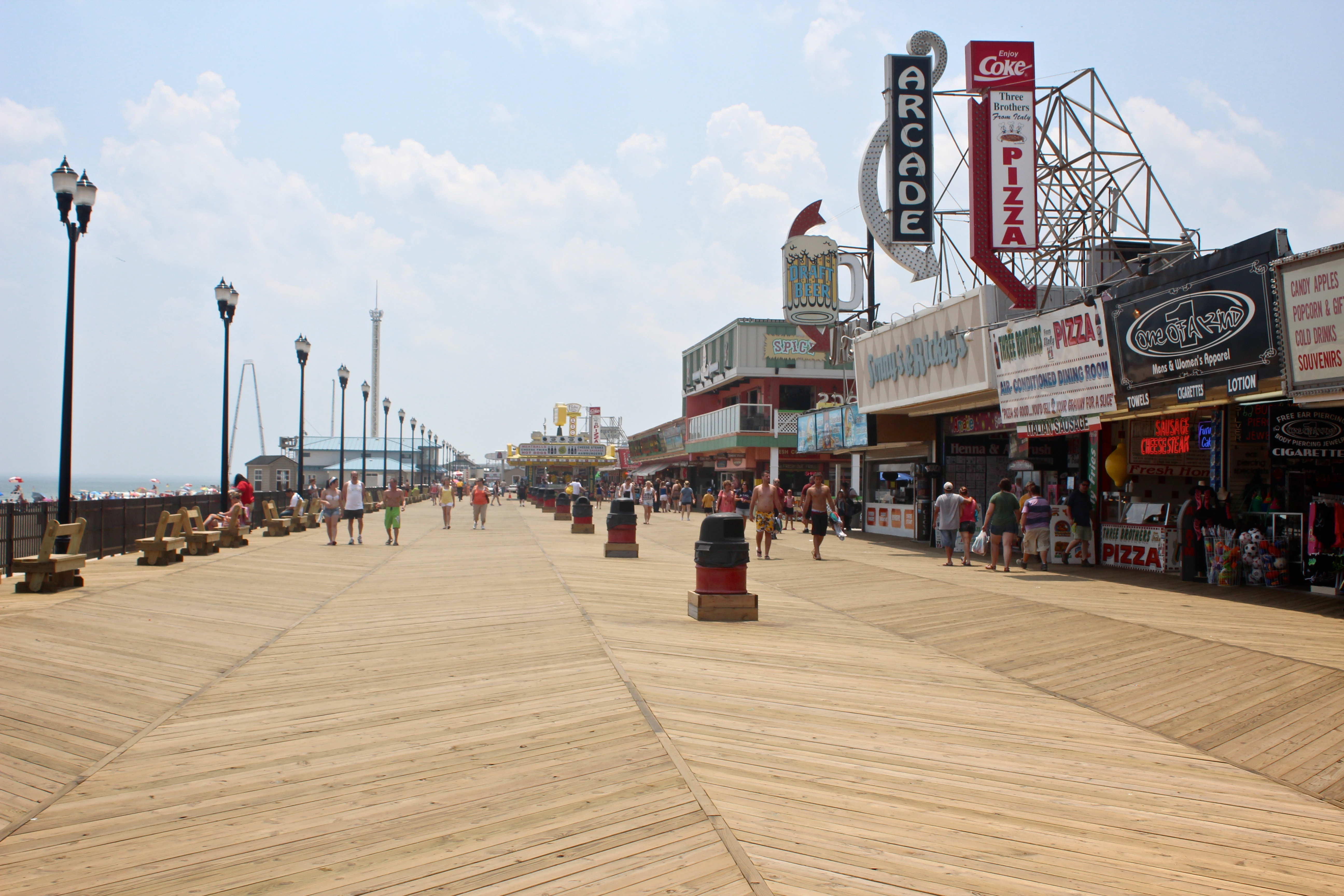
La promenade de Seaside Heights.
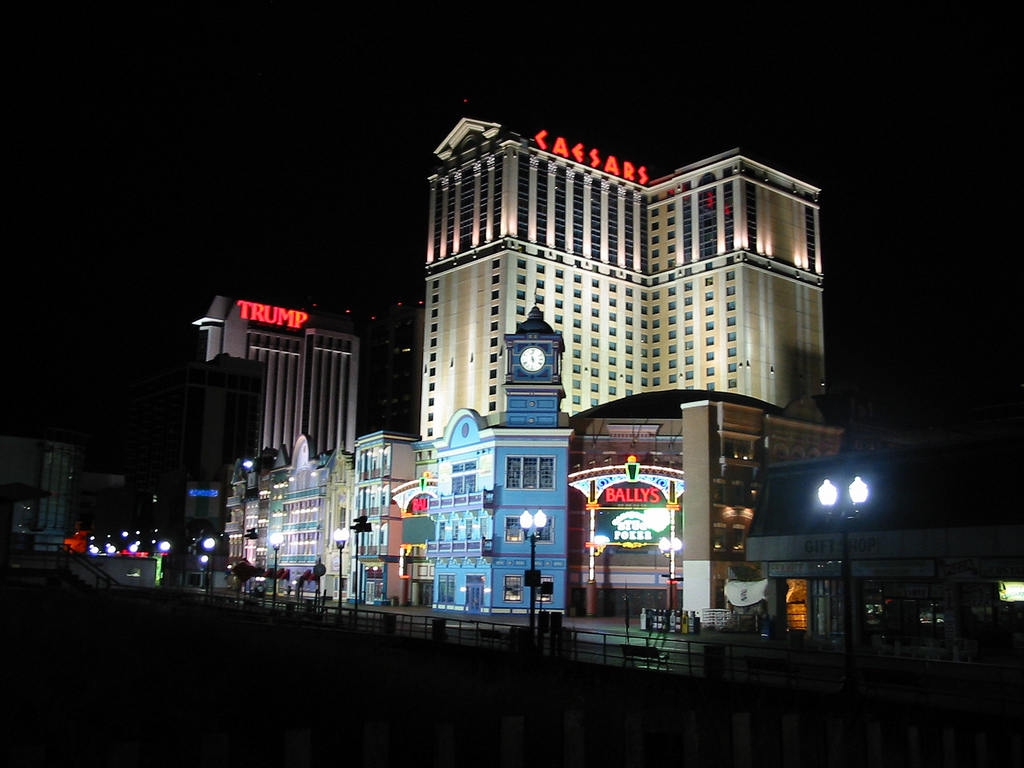
Des casinos à Atlantic City.

## Dans la culture populaire
Le Jersey Shore donne son nom à la série de téléréalité Bienvenue à Jersey Shore, diffusée sur MTV à partir de 2009.
Le groupe de rock américain Ween puise l'inspiration maritime de son album The Mollusk (1997) de la côte du Jersey Shore, où les musiciens ont loués une maison de plage pour l'écriture de l'album.